# Anton Rassl
Anton Rassl (* 3. Juli 1801 in Altzedlitz; † 21. Dezember 1873 in Petschau) war ein österreichischer Jurist und Politiker.

## Leben
Rassl war der Sohn des Bäckermeisters Florian Rassl. Er war katholischer Konfession und heiratete 1834. Er studierte Rechtswissenschaften an der Universität Prag und war bis 1850 Grundbuchführer und Justitiar mehrerer Herrschaften in Neustadtl. Von 1850 bis 1863 war er Bezirksamtsadjunkt in Weseritz. 1863 trat er in den Ruhestand und lebte in Petschau.
Vom 20. Juli 1848 bis zum 23. April 1849 vertrat er den Wahlkreis Böhmen (Kreis Pilsen, Mies) in der Frankfurter Nationalversammlung. Im Parlament blieb er fraktionslos und stimmte mit dem Rechten Zentrum. Er gehörte zu den Abgeordneten, die gegen die Wahl Friedrich Wilhelms IV. zum Kaiser der Deutschen stimmten.